# 长四高速公路
长四高速公路，是中國北京至哈尔滨高速公路，吉林省长春市长春南收费站至四平市五里坡收费站，全长109.8公里。业主为吉林高速集团控股的上市企业吉林高速公路股份有限公司（原东北高速公路股份有限公司2009年分立后成立，该公司还持有长春绕城高速公路西北环63.8%股权）。

## 历史
1996年9月通车。日交通量7000多辆增加到扩建前的日交通量2.5万-4万辆。《国家发展改革委关于吉林省四平(辽吉界)至长春高速公路改扩建工程项目核准的批复》(发改基础【2012】1935 号)文件,核准长平高速公路改扩建项目。
长平高速公路改扩建工程起于四平市南侧的五里坡（吉辽省界），止于长春绕城高速公路半截沟互通立交桥，全长98.101公里。项目采用“双侧拼接加宽为主，局部单侧加宽”的扩建方案，在原有四车道26米路基宽的基础上加宽路基宽度为42米的八车道高速公路，同时对已有的四车道高速公路进行全面改建。路面厚度原设计20CM，改建为25CM，耐久性更好，路面设计使用15年。设计速度为120km/h。项目概算总投资61.5亿元。建设工期为3年（2013-2015年）。设计速度120公里/小时，八车道。改扩建工程分为10个标段。刘房子段抢险工程2.377 公里和省界段应急工程12.5公里于2010年10月先期开工建设。全线于2013年7月开工建设。2014年计划完成四平至长春方向的全部工程（包括路面工程、旧桥改造等），2014年四季度主要施工左幅路面、桥涵及附属工程、沿线房建、机电及交通工程等。2015年完成收尾工作。2015年10月30日交工通车。
改造后，日交通量可达6万辆到10万辆。根据《吉林省人民政府关于长平高速公路改扩建项目收费期限的批复》（吉政函[2012]104 号文件），同意长平高速公路改扩建项目作为经营性收费公路项目进行建设和经营，改扩建后收费期限25 年，自工程建成通车之日起计算。